# Сан-Кассиано
Сан-Кассиано (итал. San Cassiano) — коммуна в Италии, располагается в регионе Апулия, в провинции Лечче.
Население составляет 2177 человек (2008 г.), плотность населения составляет 278 чел./км². Занимает площадь 9 км². Почтовый индекс — 73020. Телефонный код — 0836.
Покровителями коммуны почитаются святые мученики Отрантские и Святой Рох, празднование 19 августа.

## Демография
Динамика населения:

## Администрация коммуны
- Официальный сайт: http://www.comune.sancassiano.le.it